# Jean Foumane Akame
Jean Fouman Akame, né le 31 août 1937 à Ndonkol (Cameroun) et mort le 13 janvier 2019 à Genève, est un magistrat et haut-fonctionnaire camerounais. Il a été ministre de l’administration territoriale de 1983 à 1984 et membre du Conseil constitutionnel de 2018 à 2019,.

## Biographie

### Enfance et débuts
Jean Fouman Akame est né le 31 août 1937 à Ndonkol dans l’arrondissement de Meyomessala, dans la région du Sud Cameroun. Il est le frère d' Edouard Akame Mfoumou. Il fait ses études supérieures à l'Université de Yaoundé où il obtient une licence en droit public. Il intègre par la suite l’École Nationale d’Administration et de magistrature (Enam).

### Carrière
Il commence sa carrière de magistrat le 3 août 1966. Il est ensuite nommé vice-président de la cour d’appel de Dschang en 1969, fonction qu’il occupe pendant une année. Puis, de 1970 à 1971, il occupe le poste de conseiller et de président de la chambre administrative de la cour fédérale de justice. Il est  ensuite président de la cour d’appel de Garoua d’août 1971 à mars 1973, puis président de la cour d’appel de Yaoundé de mars 1973 jusqu'à sa nomination au poste de Secrétaire général du ministère de la Justice en janvier 1974. En 1983, il est nommé ministre de l’Administration territoriale, poste qu’il occupe pendant environ une année. En 1986, il est nommé Conseiller du Président de la République, puis secrétaire du Conseil Supérieur de la Magistrature en 1987. Jean Fouman Akame occupe la fonction de conseiller aux affaires juridiques du président de la République durant plus de 30 ans, de novembre 1986 à sa nomination au Conseil constitutionnel en 2018, est cité comme l’un des artisans de l'opération épervier. Il est décrit par certains médias comme l’homme qui fait et défait les carrières des magistrats au Cameroun.
Sur le plan académique, il a occupé la fonction de chancelier de l’Université de Yaoundé de 1980 à 1983. En 2005, il est nommé président du conseil d’administration de l’Université de Yaoundé II, puis président du conseil d’administration de l’Université de Yaoundé I en 2008.
En 2010, il est nommé au poste de président du tribunal de première instance de l'Organisation internationale de la francophonie.
Le 7 février 2018, il fait partie des 12 personnalités désignées pour présider le tout premier Conseil Constitutionnel de l’histoire du Cameroun.
Il est décédé le dimanche 13 janvier 2019 à Genève en Suisse des suites d'une crise cardiaque,.

## Publications
- Jean Fouman-Akame, Code pénal camerounais, Yaoundé, École nationale d'administration et de magistrature, 1973 (OCLC 426211957)

- Florent Etoga Eily et Jean Fouman-Akame, Paul Biya ou l'incarnation de la rigueur : essai biographique sur le deuxième président de la République unie du Cameroun, Yaoundé, Société de presse et d'éditions du Cameroun, 1983, 293 p. (OCLC 11234183)